# Wang (kejsarinna)
Wang, född okänt år, död 786, var en kinesisk kejsarinna, gift med Dezong. Hon var den sista kejsarinnan i Kina i över ett sekel: fram till att Kejsarinnan He fick titeln år 898. 
Hon var dotter till Wang Yu, som var direktör vid arkivbyrån - hennes mor är okänd. Hon blev konkubin till Dezong innan han besteg tronen. Sedan hon blivit mor till den senare kejsar Shunzong 761, och var sedan Dezongs favoritkonkubin. Efter Dezongs tronbestigning 779 gav han henne den näst högsta rangen av alla kejsarens gemåler och delade ut befattningar till hennes släktingar. År 783 tvingades hon vid ett tillfälle fly från huvudstaden under ett myteri, och det är möjligt att hon då hade det kejserliga sigillet i förvar. Trots att kejsaren inte hade någon gemål med högre rang fick hon inte titeln kejsarinna förrän tre dagar före sin död. 